# Friedrich Jahn
Friedrich Jahn, född 1923 i Linz, död 1998 i Bad Wiessee, var en österrikisk gastronom och företagare, grundare av snabbmatskedjan Wienerwald.
Mellan 1979 och 1981 ägde Jahn och hans schweiziska förvaltningsbolag Wienerwald Holding AG det amerikanska förvaltningsbolaget Ihop Corporation.